# Episodi di Sword Art Online II

Copertina del primo box DVD dell'edizione italiana, raffigurante gli avatar in Gun Gale Online di Shino "Sinon" Asada e Kazuto "Kirito" Kirigaya

Questa è la lista degli episodi della seconda stagione della serie anime Sword Art Online, intitolata Sword Art Online II (ソードアート・オンラインII?, Sōdo Āto Onrain II) e adattata dai volumi 5 e 6 (Phantom Bullet), 7 (Mother's Rosario) e 8 (Calibur) dell'omonima serie di light novel di Reki Kawahara. Dopo aver messo fine all'incidente di SAO nel 2024 e aver salvato Asuna in Alfheim Online (ALO), Kazuto Kirigaya ritorna nel mondo reale per riprendere la sua vita normale. Tuttavia, quando una serie di morti inizia a colpire un VRMMORPG chiamato "Gun Gale Online" (GGO), Seijirō Kikuoka del Ministero degli Affari Interni convince Kazuto a tornare a impersonare il suo personaggio virtuale "Kirito" anche in questo gioco per investigare sul caso riguardante un giocatore noto come Death Gun, che pare possa assassinare una persona nel mondo reale semplicemente uccidendo il suo avatar nel gioco.
L'anime è stato prodotto da A-1 Pictures e diretto da Tomohiko Itō. Il character design, basato sui disegni originali di abec, è stato sviluppato da Shingo Adachi, mentre la colonna sonora è stata composta da Yuki Kajiura. La serie di ventiquattro episodi ha iniziato la messa in onda il 5 luglio 2014 su Tokyo MX e più tardi anche su Chiba TV, tvk, Teleball, Tochigi TV, Gunma TV, MBS, TVA, TVh, TVQ e BS11. La trasmissione degli episodi in streaming in simulcast è stata resa disponibile da Aniplex in tutto il mondo. Crunchyroll ha trasmesso la serie in streaming sul suo sito web esclusivamente per l'America del Nord e alcune altre aree specifiche, mentre Daisuki ha fatto lo stesso per diversi paesi europei, sottotitolando gli episodi anche in lingua italiana. I diritti in Italia sono stati poi acquistati da Dynit, che ha distribuito l'intera serie doppiata in italiano il 1º gennaio 2017 su Netflix e l'ha raccolta in due box BD/DVD, pubblicati il 26 ottobre 2016 e il 26 gennaio 2017. La serie è stata trasmessa in prima TV all'interno del contenitore Ka-Boom della syndication Supersix dal 28 giugno al 22 luglio 2019.
Per i primi 14.5 episodi, le sigle di apertura e chiusura sono rispettivamente Ignite di Eir Aoi e Startear di Luna Haruna, fatta eccezione per il primo episodio, sprovvisto di una sigla di apertura e con Ignite di Eir Aoi come sigla di chiusura. Dal quindicesimo episodio (eccetto l'ultimo), la sigla di apertura è courage di Haruka Tomatsu, mentre quelle finali sono No More Time Machine di LiSA per gli episodi quindici, sedici e diciassette e Shirushi (シルシ?) di LiSA dall'episodio diciotto.

## Lista episodi
| Nº                           | Titolo italiano Giapponese 「Kanji」 - Rōmaji | In onda           | In onda         |
| Nº                           | Titolo italiano Giapponese 「Kanji」 - Rōmaji | Giapponese        | Italiano        |
| Phantom Bullet (15 episodi)  | |                   |                 |
| 1                            | Il mondo delle pistole 「銃の世界」 - Jū no sekai | 5 luglio 2014     | 1º gennaio 2017 |
| 1                            | Un nuovo gioco di realtà virtuale, noto come "Gun Gale Online" (GGO), viene promosso attraverso una trasmissione in streaming, con un giocatore di alto livello di nome XeXeeD intervistato. In un bar, un uomo mascherato soprannominato "Death Gun" spara un proiettile dalla sua pistola attraverso lo schermo video, causando a XeXeeD un'improvvisa convulsione e la disconnessione. Un mese dopo, Kazuto Kirigaya e Asuna Yūki sono al parco per un appuntamento e discutono delle differenze tra il mondo reale e quello virtuale. Quattro ore prima, Kazuto ha incontrato Seijirō Kikuoka, membro della divisione virtuale del ministero degli affari interni e delle comunicazioni, che gli ha rivelato che Tamotsu Shigemura, personaggio reale di XeXeeD, è morto per insufficienza cardiaca acuta pochi giorni dopo che il suo avatar è stato colpito dall'arma di Death Gun. Kikuoka, credendo che Death Gun stia prendendo di mira specificatamente i giocatori professionisti di Gun Gale Online, prega Kazuto di assumere nuovamente il ruolo di "Kirito" e di indagare sulla situazione. Nel presente, Kazuto e Asuna parlano di come la struttura verticale di Aincrad in "Sword Art Online" (SAO) rappresenti l'asse del tempo e il piano dello spazio. |                   |                 |
| 2                            | La cecchina glaciale 「氷の狙撃手」 - Kōri no sogeki shu | 12 luglio 2014    | 1º gennaio 2017 |
| 2                            | La giocatrice di GGO Sinon fa fuori un boss in un dungeon sotterraneo di SBC Glocken, riuscendo a sconfiggerlo con il suo fucile da cecchino FR F2 e ricevendo come ricompensa un PGM Hécate II. In seguito assiste Dyne, il capo squadriglia, e Ginrō, altro membro del gruppo, in un'imboscata contro una squadra avversaria, la cui guardia del corpo di nome Behemoth è dotata di una minigun. Ginrō muore dopo essere stato colpito più volte da Behemoth e Dyne si sucida usando una granata al plasma per eliminare la squadriglia di Behemoth. Quando Sinon e Behemoth sono gli unici rimasti sul campo di battaglia, Sinon batte l'avversario con il suo fucile da cecchino mentre cade dal cielo, ottenendo la vittoria nello scontro a fuoco nonostante abbia subito gravi danni alla gamba sinistra. In "Alfheim Online" (ALO), Leafa, Silica e Lisbeth sconfiggono un mostro vegetale, mentre Kirito si prepara a dire qualcosa ad Asuna. |                   |                 |
| 3                            | Il ricordo del sangue fresco 「鮮血の記憶」 - Senketsu no kioku | 19 luglio 2014    | 1º gennaio 2017 |
| 3                            | Shino Asada, personaggio reale di Sinon, viene ridicolizzata da Endō, compagna di scuola, che viene poi fermata da Kyōji Shinkawa, amico di Shino. Dopo essere stata con Kyōji in un ristorante, Shino torna a casa sua, dove cerca di impugnare la replica di una pistola, inducendo un ricordo del suo passato. All'età di undici anni, ha sparato a un rapinatore con la sua stessa pistola in un ufficio postale quando sua madre rischiava di essere uccisa. Questo flashback scatena un terrificante attacco di panico per Shino, che la porta a rigurgitare in bagno. Nel frattempo, Kirito informa Asuna che giocherà a GGO per un paio di giorni. Kazuto si reca in ospedale per accedere a GGO utilizzando una nuova console di gioco chiamata "AmuSphere", mentre il suo corpo sarà monitorato dall'infermiera Natsuki Aki. Viene rivelato che Shino è stata introdotta a GGO da Kyōji come forma di terapia immersiva per la sua paura delle armi. Mentre anche Shino si collega a GGO, Death Gun ascolta una discussione in chat su di lei, dopodiché sorride dopo aver guardato una foto di Sinon. |                   |                 |
| 4                            | GGO 「GGO」 | 26 luglio 2014    | 1º gennaio 2017 |
| 4                            | In GGO, Kirito è sconcertato dal fatto che il suo avatar abbia sembianze femminili. Girovagando per la città, incontra Sinon, che lo scambia per una ragazza, poi questa gli spiega che deve recarsi al Governatorato per iscriversi al Bullet of Bullets (BoB), un torneo player versus player. Sinon indirizza Kirito in un magazzino per acquistare armi e armature, ma prima deve guadagnare altri crediti per permettersi l'equipaggiamento. Così, partecipa a un gioco d'azzardo arcade, in cui il giocatore deve correre verso un NPC armato e toccarlo schivando i proiettili sparati in sequenza, al fine di ricevere il montepremi, e ci riesce grazie alla sua grande agilità. Alla fine Kirito decide di acquistare una spada fotonica e Sinon lo convince a comprare anche una pistola semiautomatica FN Five-seven come "arma da fuoco per principianti". Rendendosi conto che hanno solo dieci minuti per arrivare al Governatorato prima che chiuda, individuano una stazione di noleggio di buggy nelle vicinanze, quindi Kirito ne prende una e va con Sinon in autostrada. Impressionata ed esaltata dalle sue capacità di guida, Sinon dice a Kirito di andare più veloce e si gode il viaggio. |                   |                 |
| 5                            | La pistola e la spada 「銃と剣」 - Jū to ken | 2 agosto 2014     | 1º gennaio 2017 |
| 5                            | Kirito e Sinon arrivano in tempo ai terminali del Governatorato per registrarsi al BoB. Kirito lascia in bianco le sue informazioni di contatto e finisce nello stesso blocco di Sinon nelle qualificazioni. Nell'attesa che inizino, Kirito rivela di essere un maschio dopo un imbarazzante equivoco con Sinon nello spogliatoio, creando una lontananza tra i due. Sinon spiega le regole del torneo e si aspetta di vedere Kirito nelle fasi finali. I due incontrano brevemente Spiegel, avatar di Kyōji, che augura a Sinon buona fortuna per il torneo. Kirito viene trasferito alla sua prima battaglia contro l'avversario Uemaru, in cui Kirito usa la sua velocità e la sua spada fotonica per deviare i proiettili, cosa che nessun altro giocatore aveva mai pensato di fare prima. Dopo aver vinto l'incontro, Kirito torna nell'area di attesa, dove incontra Death Gun, che chiede a Kirito se lui sia "quello vero". Kirito riconosce Death Gun come un ex membro della gilda di player killer di SAO, i Laughing Coffin. |                   |                 |
| 6                            | Duello nella landa desolata 「曠野の決闘」 - Kōya no kettō | 9 agosto 2014     | 1º gennaio 2017 |
| 6                            | Death Gun giura di uccidere Kirito un giorno, che sia o meno "quello vero". Kirito ricorda una volta che lui e il suo gruppo hanno combattuto contro i Laughing Coffin in SAO, sentendosi angosciato per aver ucciso personalmente tre membri della gilda durante la battaglia. Sinon trova in seguito Kirito in preda a un trauma, ma lui viene trasferito alla sua prossima battaglia prima di potersi confidare con lei. Kirito vince contro il suo avversario Ginko, mentre Sinon sconfigge Stinger, quindi Kirito e Sinon si affrontano nell'ultimo turno delle squalificazioni del loro blocco. Entrambi i finalisti di ogni blocco di qualificazioni si qualificano per la finale, quindi il risultato del turno finale delle qualificazioni non ha molta importanza. Mentre Kirito si avvicina con calma a Sinon da lontano, Sinon sbaglia ripetutamente il tiro. La ragazza si confronta personalmente con lui sulla sua promessa di non opporsi a lei durante la battaglia. Kirito sfida Sinon a un duello, spada contro fucile da cecchino, e lui riesce a tagliare a metà il proiettile della ragazza a pochi metri di distanza e la carica, puntandole la spada fotonica al collo. Osservando i suoi occhi attraverso la lente del cannocchiale, ha previsto che lei stava mirando alle sue gambe, lasciandola basita. A questo punto la lascia andare e la convince a rinunciare all'incontro, ma lei dichiara che la loro battaglia in finale sarà diversa. |                   |                 |
| 7                            | Memorie scarlatte 「紅の記憶」 - Kurenai no kioku | 16 agosto 2014    | 1º gennaio 2017 |
| 7                            | A casa, Suguha Kirigaya, sorella di Kazuto, mostra a questi un articolo sul BoB e rivela di aver scoperto da Asuna che il ragazzo ha convertito il suo avatar da ALO a GGO. Kirito assicura a Suguha di non preoccuparsi per lui, perché tornerà in ALO non appena avrà portato a termine il suo incarico in GGO. Nel frattempo, Kyōji nota che Shino si comporta in modo diverso dal solito e cerca di calmarla quando si sfoga parlando di Kirito, dopodiché Kyōji la abbraccia, ma la ragazza lo respinge. All'ospedale, prima di collegarsi nuovamente a GGO, Kazuto racconta ad Aki di come ha ucciso i tre membri dei Laughing Coffin, ma lei gli ricorda che li ha uccisi solo per proteggere gli altri e non per intento omicida. In ALO, Asuna, Leafa, Klein, Silica, Lisbeth e Yui collaborano per sconfiggere un mostro lucertola prima di prepararsi ad assistere alla trasmissione in diretta del BoB. In GGO, Sinon incontra Kirito nel Governatorato e si dicono rispettivamente che non perderanno. |                   |                 |
| 8                            | Bullet of Bullets 「バレット・オブ・バレッツ」 - Baretto obu Barettsu | 23 agosto 2014    | 1º gennaio 2017 |
| 8                            | Kirito crede che Death Gun si presenterà con uno pseudonimo e userà il torneo per compiere un altro omicidio. Sinon spiega poi a Kirito le regole del torneo battle royale di BoB e dice che ci sono altri tre giocatori oltre a lui su trenta che non hanno partecipato ai tornei precedenti. Kirito si confida indirettamente con Sinon sul motivo per cui si è iscritto al torneo. Durante la battle royale, Sinon decide di colpire Dyne e Pale Rider, uno dei giocatori che partecipano per la prima volta al torneo. Quando Sinon si prepara a colpire Dyne vicino a un ponte, Kirito la ferma e le dice di osservare il duello tra Dyne e Pale Rider. Kirito e Sinon assistono al momento in cui Pale Rider usa le sue abilità acrobatiche per sconfiggere Dyne, ma Pale Rider viene improvvisamente colpito da un proiettile stordente silenziato. Death Gun si rivela sul ponte e si prepara a uccidere Pale Rider. Tuttavia, Kirito esorta Sinon a sparare a Death Gun prima che quest'ultimo colpisca Pale Rider. |                   |                 |
| 9                            | Death Gun 「デス・ガン」 - Desu Gan | 30 agosto 2014    | 1º gennaio 2017 |
| 9                            | Sinon tenta di sparare a Death Gun, ma questi schiva il proiettile e uccide Pale Rider con la sua pistola. Asuna, Leafa, Klein, Silica, Lisbeth e Yui si rendono conto che Death Gun fa parte dei Laughing Coffin. Sinon e Kirito deducono che Death Gun ha viaggiato sott'acqua nel fiume e si sta dirigendo a nord. Asuna si disconnette da ALO per cercare Kikuoka per avere delle risposte. Kirito e Sinon raggiungono la fine del fiume e cercano di trovare gli altri due giocatori del torneo, Musketeer X e Sterben. Individuano Musketeer X in uno stadio e decidono di dividersi, ma prima che Sinon prenda posizione, viene improvvisamente colpita da un proiettile stordente. Death Gun, che si rivela essere Sterben, appare dinanzi a lei e proclama che la ucciderà. La ragazza rimane scioccata quando Death Gun estrae la sua pistola type 54, che per coincidenza è lo stesso tipo di pistola che ha usato per uccidere il rapinatore dell'ufficio postale quando aveva undici anni. |                   |                 |
| 10                           | L'inseguitore letale 「死の追撃者」 - Shi no tsuigeki sha | 6 settembre 2014  | 1º gennaio 2017 |
| 10                           | Kirito intercetta Death Gun, ferendolo con un fucile da cecchino e cacciandolo con una granata fumogena. Successivamente porta Sinon a una stazione di noleggio di buggy e ne requisisce una, dicendole di sparare all'unico cavallo meccanico funzionante per renderlo inutilizzabile. Tuttavia, Sinon non è in grado di esercitare forza sul grilletto a causa del suo trauma psicologico, il che permette a Death Gun di raggiungerli e di prendere il controllo del cavallo meccanico. Durante l'inseguimento, Death Gun spara con la sua pistola a Kirito e Sinon, terrorizzando quest'ultima. Quando Sinon cerca di sparare a Death Gun, Kirito è costretto ad aiutarla a premere il grilletto. Sebbene il colpo manchi Death Gun, colpisce il serbatoio di un camion, che esplode e costringe Death Gun ad abbandonare il suo cavallo. Kirito e Sinon fuggono nel deserto, dove trovano riparo in una grotta. Kirito rivela di aver sconfitto Musketeer X e di aver preso le sue armi prima di salvare Sinon da Death Gun. A questo punto dice a Sinon di non sprecare la sua vita affrontando Death Gun da sola, e la ragazza si ribella. Alla fine, entrambi i ragazzi confessano i rispettivi ricordi traumatici riguardo alle persone che hanno ucciso in passato. |                   |                 |
| 11                           | Il significato della forza 「強さの意味」 - Tsuyosa no imi | 13 settembre 2014 | 1º gennaio 2017 |
| 11                           | Kirito dice a Sinon che sta cercando di accettare il peso dei suoi ricordi traumatici come mezzo per mettersi alle spalle il passato. Kirito e Sinon cercano di capire come Death Gun sia in grado di sparare a un giocatore nel mondo virtuale e di uccidere lo stesso giocatore nel mondo reale. I due credono che Death Gun possa aver usato il suo mantello mimetico per ottenere le informazioni di contatto dei giocatori nei terminali, una violazione dell'etichetta e della privacy. Tuttavia, Kirito si rende conto che Death Gun è composto da due persone, una delle quali spara al giocatore nel mondo virtuale, mentre l'altra uccide il giocatore nel mondo reale iniettandogli della succinilcolina, prendendo di mira le persone che vivono da sole in aree con scarsa sicurezza. I due capiscono, con grande orrore di Shino, che il compagno di Death Gun è attualmente nella sua stanza nella vita reale in attesa che il suo avatar Sinon venga ucciso da Sterben nel gioco. In ALO, Kikuoka si collega come Chrysheight, che conferma la situazione ad Asuna, Leafa, Klein, Silica, Lisbeth e Yui. Sebbene siano sconvolti dal fatto che Kirito abbia accettato questo incarico da solo, si rendono conto che non voleva che fossero coinvolti in un potenziale pericolo. In GGO, Kirito e Sinon decidono una linea d'azione, con Kirito come esca e Sinon come attacco a sorpresa.                                                                  |                   |                 |
| 12                           | Il proiettile fantasma 「幻の銃弾」 - Maboroshi no jūdan | 20 settembre 2014 | 1º gennaio 2017 |
| 12                           | Con ventiquattro giocatori morti e cinque vivi, Kirito ipotizza che ci possano essere altri complici di Death Gun che commettono omicidi nel mondo reale. Kirito e Sinon ritengono che Yamikaze possa essere un altro obiettivo di Death Gun, perciò Kirito esce nel deserto per fare da esca e attende che Yamikaze o Death Gun lo attacchino. Kirito sente che Yamikaze si sta avvicinando a lui, ma Death Gun spara un proiettile che Kirito schiva per un pelo. Yamikaze cerca di nascondersi, ma Sinon lo uccide per proteggere Kirito. Death Gun si accorge che Sinon sta puntando su di lui e, mentre i due si sparano un proiettile a vicenda, Sinon distrugge il fucile da cecchino di Death Gun a costo di frantumare il suo mirino telescopico. Tuttavia, mentre Kirito sta per colpire Death Gun, quest'ultimo estrae uno stocco dai resti del suo fucile e contrasta l'attacco. Dopo uno scambio di insulti e minacce, Death Gun inizia ad assalire Kirito con una velocità spropositata. |                   |                 |
| 13                           | Phantom Bullet 「ファントム・バレット」 - Fantomu Baretto | 27 settembre 2014 | 1º gennaio 2017 |
| 13                           | Ricordando una riunione prima del raid contro i Laughing Coffin in SAO, Kirito riconosce finalmente Death Gun come XaXa dagli Occhi Rossi, ex comandante in seconda dei Laughing Coffin. Sinon crea un percorso di proiettili come distrazione e Kirito estrae la sua pistola per sparare a XaXa, rendendo quest'ultimo vulnerabile all'uso del suo mantello mimetico. Ciò permette a Kirito di usare tutta la sua forza di volontà per tagliare XaXa a metà, ma il nemico lo rassicura che la loro battaglia non è ancora finita prima di morire. Kirito e Sinon si rivelano l'un l'altro i loro veri nomi e si accordano per porre fine al BoB commettendo un doppio suicidio in gioco con una granata, incoronando entrambi vincitori. Dopo aver effettuato il logout, Shino riceve la visita di Kyōji, che le fa delle avances romantiche, poi questi estrae una siringa e si rivela come il secondo complice di Death Gun. Quando Kyōji inizia a molestare Shino, Kazuto irrompe dalla porta della camera e attacca Kyōji. |                   |                 |
| 14                           | Un piccolo passo 「小さな一歩」 - Chisana ippo | 4 ottobre 2014    | 1º gennaio 2017 |
| 14                           | Kyōji riesce a iniettare la siringa nel petto di Kazuto, ma Shino colpisce Kyōji con un giradischi stereo, prima di scoprire che Kazuto aveva un elettrodo ospedaliero ancora attaccato al petto che lo proteggeva dalla siringa. In seguito, Shino viene nuovamente ridicolizzata da Endō, che le punta contro una replica di una pistola ad aria compressa, ma non riesce a sparare un proiettile. Shino prende la pistola da Endō, disattiva la sicura e spara a una lattina di soda vuota, poi restituisce la pistola a Endō, dimostrando di aver superato la sua paura. Kazuto va a prendere Shino e la porta da Kikuoka per riferire sull'incidente di Death Gun, in cui Kyōji e suo fratello Shōichi Shinkawa hanno collaborato per uccidere i giocatori sia nel mondo reale che in quello virtuale. Kirito e Shino si incontrano in seguito con Asuna e Rika Shinozaki nel bar di Andrew Gill "Agil" Mills. Dopo che Kirito rivela di aver raccontato ad Asuna e Rika del suo passato, Shino viene presentata a Sachie Osawa, una ex dipendente dell'ufficio postale durante la rapina, che all'epoca era incinta della figlia Mizue di quattro anni. Shino trova finalmente una soluzione alle vite che ha salvato, versando lacrime di gioia. |                   |                 |
| 14.5                         | Debriefing 「Debriefing」 | 11 ottobre 2014   | 1º gennaio 2017 |
| 14.5                         | Episodio riassuntivo dei primi 14 episodi della stagione, con alcune nuove riflessioni di Sinon. |                   |                 |
| Calibur (3 episodi)          | |                   |                 |
| 15                           | La regina del lago 「湖の女王」 - Mizūmi no joō | 18 ottobre 2014   | 1º gennaio 2017 |
| 15                           | Un mese dopo l'incidente di GGO, Suguha mostra al fratello Kazuto un articolo su un oggetto leggendario, la spada sacra Excalibr, che è stata scoperta in un dungeon fluttuante situato a Jötunheimr in ALO. I due radunano Asuna, Sinon, Klein, Silica e Lisbeth per prepararsi alla quest di recupero di Excalibr. Entrano a Jötunheimr attraverso un passaggio segreto e usano Tonky, un simpatico mostro simile a una medusa-elefante volante, per volare verso il dungeon, e nel mentre assistono ad alcuni giocatori che aiutano un demone umanoide a massacrare un demone animale. Improvvisamente, Urde, la regina del lago, appare alle loro spalle e spiega che il massacro è stato ordinato da Thrym, il re dei giganti del gelo, che ha gettato Excalibr nella Fonte di Urde e ha fatto si che il mondo di Jötunheimr, un tempo verde, si trasformasse in una landa ghiacciata. Thrym chiede loro di recuperare Excalibr dal fondo del dungeon, la piramide di ghiaccio rovesciata di Thrymheim, prima che tutti i mostri del dio malvagio vengano annientati. |                   |                 |
| 16                           | Il re dei giganti 「巨人の王」 - Kyojin no ō | 25 ottobre 2014   | 1º gennaio 2017 |
| 16                           | All'ingresso di Thrymheim, il gruppo è determinato a portare a termine la quest per evitare che Thrym invada Alfheim e provochi il Ragnarok. Alla fine del secondo piano, utilizzano la magia elementale per alimentare le loro armi e abbattere due minotauri con un grande lavoro di squadra. Dopo aver sconfitto un insetto gigante al terzo piano, incontrano una donna rinchiusa in una gabbia di ghiaccio e, nonostante temano che si tratti di una trappola, Klein decide di liberarla dalla sua prigionia. La donna, chiamata Freyja, si unisce quindi al gruppo, dopodiché Asuna lancia una magia di recupero sul gruppo, seguita da Freyja che ne usa un'altra per aumentare i punti HP massimi per tutti. Una volta pronti, entrano nella stanza del boss, dove li attende Thrym. |                   |                 |
| 17                           | Excalibr 「エクスキャリバー」 - Ekusukyaribā | 1º novembre 2014  | 1º gennaio 2017 |
| 17                           | Il gruppo ingaggia una battaglia contro Thrym, travolgendolo con i loro attacchi, ma lui presto si vendica. Tra i mucchi d'oro sparsi per la stanza, Kirito trova un martello d'oro e lo lancia a Freyja, che improvvisamente si trasforma in Thor, il dio norreno del tuono. Con l'aiuto del gruppo, Thor sconfigge Thrym una volta per tutte, ricompensando Klein con il martello d'oro Mjöllnir. Una scala si apre e conduce all'ultimo piano, dove Kirito estrae la spada Excalibr dal ghiaccio con grande sforzo, provocando la rottura del pavimento e la caduta in un baratro. Mentre Tonky arriva per salvarli, Kirito è costretto a gettare Excalibr nella voragine a causa del suo peso, ma Sinon scocca una freccia con il suo arco per recuperarla. Come risultato, Jötunheimr si rinvigorisce e si riempie di acqua fresca e verde. Urde e le sue sorelle Verdandi e Skuld appaiono e li ringraziano per aver salvato Jötunheimr, e Urde ricompensa Kirito con Excalibr. Nel mondo reale, Kazuto, Suguha e Shino testano una sonda di comunicazione audiovisiva bidirezionale per un progetto di meccatronica che consente a Yui di interagire con il mondo reale. Il gruppo pranza poi per festeggiare il successo della quest. |                   |                 |
| Mother's Rosario (7 episodi) | |                   |                 |
| 18                           | La casa nella foresta 「森の家」 - Mori no ie | 8 novembre 2014   | 1º gennaio 2017 |
| 18                           | Mentre Kazuto e Asuna ricordano il loro periodo ad Aincrad, Andrew Gill Mills li informa del terzo aggiornamento di ALO, che ha sbloccato i piani dal 21° al 30° di Nuova Aincrad. Con l'aiuto dei loro amici, Kirito e Asuna riescono a sconfiggere il boss del 21º piano, consentendo loro di accedere al 22º piano, dove possono acquistare di nuovo la casetta di legno della loro vecchia luna di miele. Di notte, Asuna viene informata di un giocatore imbattibile chiamato Zekken (o Spada Assoluta), che ha sfidato e sconfitto molti giocatori su un'isola al 24º piano. Lisbeth, Silica e Leafa condividono le informazioni che hanno appreso su Zekken, notando che anche Kirito è stato sconfitto da Zekken in un precedente incontro. Lisbeth dice ad Asuna che Zekken non può essere un sopravvissuto di SAO, perché se così fosse Kirito avrebbe perso l'opportunità di ottenere la sua skill di doppia spada, in quanto Zekken sarebbe stato più indicato ad usarla. |                   |                 |
| 19                           | La spada assoluta 「絶剣」 - Zekken | 15 novembre 2014  | 1º gennaio 2017 |
| 19                           | Asuna esce da ALO e va a cena con la madre Kyōko Yūki, che si preoccupa molto per l'istruzione di sua figlia e vuole che vada all'università per avere una carriera di successo e un futuro marito. Asuna se ne va infuriata quando Kyōko afferma che Kazuto sarebbe un marito inadatto. Nella sua stanza, Asuna si lamenta del fatto che, nonostante sia forte nel mondo virtuale, si sente impotente nel mondo reale. Il giorno dopo, Asuna si reca al 24º piano per incontrare Kirito, che condivide le sue prime impressioni su Zekken. Sull'isola, Asuna scopre che Zekken è in realtà una ragazza di nome Yūki Konno. Durante il duello, sia Asuna che Yūki riescono a bloccare gli attacchi e ad assestare alcuni colpi l'una all'altra utilizzando le loro abilità originali con la spada, ma Yūki interrompe il suo assalto prima di avere l'opportunità di sconfiggere Asuna. Soddisfatta del duello, Yūki chiede ad Asuna di aiutarla a fare una cosa. |                   |                 |
| 20                           | Sleeping Knights 「スリーピング・ナイツ」 - Surīpingu Naitsu | 22 novembre 2014  | 1º gennaio 2017 |
| 20                           | Al 27º piano, Asuna viene presentata alla gilda di Yūki, gli Sleeping Knights (Yūki, Siune, Jun, Tecchi, Talken e Nori). Questi chiedono l'aiuto di Asuna per sconfiggere il boss del 27º piano senza reclutare altri membri, in quanto vogliono far si che tutti i loro nomi vengano incisi in modo permanente sul monumento agli spadaccini al 1º piano, dal momento che non potranno più avventurarsi insieme dopo l'inverno. Tuttavia, Kyōko fa disconnettere forzatamente Asuna da ALO e le rinfaccia di aver perso due anni in SAO. Il giorno dopo, Asuna e gli Sleeping Knights completano il dungeon del 27º piano e incontrano alcuni giocatori nascosti, prima di tentare di combattere il boss, un gigante a quattro braccia. Dopo essere stati sconfitti, Asuna informa gli Sleeping Knights che i pochi giocatori incontrati sono esploratori specializzati nelle incursioni contro i boss. Quando tornano nella stanza del boss, gran parte del gruppo dell'incursione è radunato alla porta e non permette loro di passare. Asuna è ispirata quando Yūki dichiara che devono combattere per fare valere le loro ragioni. Arrivano i rinforzi del gruppo d'incursione, ma Kirito e Klein intervengono per bloccare i rinforzi. |                   |                 |
| 21                           | Il monumento agli spadaccini 「剣士の碑」 - Kenshi no ishibumi | 29 novembre 2014  | 1º gennaio 2017 |
| 21                           | Mentre Kirito e Klein affrontano da soli i rinforzi del raid, Asuna e gli Sleeping Knights si fanno strada attraverso gli altri giocatori che bloccano l'accesso alla stanza del boss. Una volta all'interno, Asuna e gli Sleeping Knights combattono nuovamente contro il gigante a quattro braccia e Asuna scopre che il gioiello sul petto del mostro è il suo punto debole. Yūki usa la schiena di Tecchi come trampolino per saltare e usa la sua abilità di spada per distruggere il gioiello, eliminando di conseguenza il gigante a quattro braccia. A missione conclusa, gli Sleeping Knights accettano di festeggiare nella casa di legno di Asuna. Durante i festeggiamenti, Asuna chiede a Yūki se può unirsi agli Sleeping Knights, ma Yūki rifiuta perché il gruppo sarà sciolto in primavera. Le due si recano al monumento agli spadaccini al 1º piano per scattare una foto con i loro nomi incisi sulla grande lapide alle loro spalle. Dopo essersi rivolta per sbaglio ad Asuna come sorella maggiore, Yūki inaspettatamente inizia a piangere e si disconnette bruscamente. |                   |                 |
| 22                           | La fine del viaggio 「旅路の果て」 - Tabiji no hate | 6 dicembre 2014   | 1º gennaio 2017 |
| 22                           | Tre giorni dopo, Siune dice ad Asuna di dimenticare di incontrare gli Sleeping Knights per il suo bene. Dopo la scuola, Asuna si incontra con Kazuto, che le dà l'indirizzo di un ospedale dove è in corso la sperimentazione clinica di una console di gioco per la realtà virtuale chiamata "Medicuboid". All'ospedale, Asuna incontra il medico curante di Yūki, il dottore Kuranashi, che le spiega che il Medicuboid è stato progettato per i pazienti in fase terminale e che Yūki soffre di AIDS a causa di un'infezione dovuta a una trasfusione di sangue durante le complicazioni del travaglio della madre. È stata messa in una stanza sterile per evitare il rischio di ulteriori infezioni e da tre anni è permanentemente collegata al Medicuboid. Asuna scoppia in lacrime dopo aver appreso che a Yūki non resta molto da vivere, ma Yūki comunica con Asuna tramite il Medicuboid, verificando che può sentire e vedere Asuna. Utilizzando l'AmuSphere nella stanza successiva per accedere al gioco, Asuna si precipita nel luogo in cui ha incontrato Yūki per la prima volta in ALO. Yūki rivela che gli Sleeping Knights sono tutti pazienti in cura terminale, motivo per cui avevano bisogno di Asuna per aiutarli a completare un'ultima missione prima dell'imminente morte di Yūki. |                   |                 |
| 23                           | L'inizio del sogno 「夢の始まり」 - Yume no hajimari | 13 dicembre 2014  | 1º gennaio 2017 |
| 23                           | Asuna prende la sonda di comunicazione bidirezionale audiovisiva per far provare a Yūki l'esperienza di frequentare la scuola per un giorno. Yūki chiede ad Asuna di portarla nella sua vecchia casa per vederla un'ultima volta, visto che presto verrà demolita. Yūki dice che sua madre non capisce i suoi sentimenti, problema condiviso da Asuna con la propria madre. Pur negando di essere forte come Asuna, Yūki afferma di essere onesta con i suoi sentimenti. Seguendo il consiglio di Yūki, Asuna torna a casa e convince Kyōko a collegarsi ad ALO per poter esprimere i suoi sentimenti. Nella casetta di legno, mentre nevica, Kyōko ricorda quando i suoi genitori erano orgogliosi di lei e come desideravano proteggere la loro casa, dove Kyōko potesse sempre tornare. Asuna rivela poi che la vita non è fatta solo di cose per se stessi e che anche la felicità degli altri può rendere felici. La mattina dopo, Kyōko dice ad Asuna che deve dimostrare a se stessa di essere abbastanza forte da vivere una vita disinteressata. |                   |                 |
| 24                           | Mother's Rosario 「マザーズ・ロザリオ」 - Mazāzu Rozario | 20 dicembre 2014  | 1º gennaio 2017 |
| 24                           | Mesi dopo, Asuna riceve un messaggio urgente da Kurahashi che comunica che le condizioni di Yūki sono peggiorate. Asuna si precipita all'ospedale e chiede a Kurahashi di collegare Yūki al Medicuboid per l'ultima volta. Asuna incontra Yūki sull'isola, dove questa crea una pergamena contenente la sua abilità originale con la spada, Mother's Rosario, e la consegna ad Asuna. Tutti gli amici e gli alleati di Yūki e Asuna arrivano per vedere Yūki nei suoi ultimi istanti, esaudendo il desiderio di Yūki di vedere tutti i suoi cari prima di morire. Dopo la cerimonia commemorativa di Yūki, Asuna incontra Si-eun An, personaggio reale di Siune, che è stata dimessa dall'ospedale dopo il successo del suo trattamento per la leucemia linfoblastica acuta. Asuna e Si-eun apprendono da Kazuto e Kurahashi l'idea di applicare la sonda di comunicazione bidirezionale audiovisiva per scopi di tecnologia medica, grazie al contributo di Yūki. Asuna è sorpresa dal fatto che i progetti del Medicuboid provengano da un benefattore, Rinko Kōjiro, il medico che ha monitorato Akihiko Kayaba durante il caso SAO, e che quindi Akihiko sia l'inventore del Medicuboid. Kazuto e Asuna si uniscono ai loro amici per un picnic dopo aver discusso di come il mondo virtuale li abbia aiutati nel mondo reale. |                   |                 |

## Pubblicazioni
Gli episodi dell'arco Phantom Bullet sono stati raccolti in cinque volumi BD/DVD, distribuiti in Giappone per il mercato home video tra il 22 ottobre 2014 e il 25 febbraio 2015.
| Volume | Episodi | Data di pubblicazione |
| ------ | ------- | --------------------- |
| 1      | 1–3     | 22 ottobre 2014       |
| 2      | 4–6     | 26 novembre 2014      |
| 3      | 7–9     | 24 dicembre 2014      |
| 4      | 10–12   | 28 gennaio 2015       |
| 5      | 13–14.5 | 25 febbraio 2015      |

Gli episodi dell'arco Calibur sono stati raccolti invece in un unico volume BD/DVD, pubblicato in Giappone il 25 marzo 2015.
| Volume | Episodi | Data di pubblicazione |
| ------ | ------- | --------------------- |
| 6      | 15–17   | 25 marzo 2015         |

Gli episodi dell'arco Mother's Rosario sono stati raccolti in altri tre volumi BD/DVD, immessi sul mercato giapponese tra il 22 aprile e il 24 giugno 2015.
| Volume | Episodi | Data di pubblicazione |
| ------ | ------- | --------------------- |
| 7      | 18–20   | 22 aprile 2015        |
| 8      | 21–22   | 27 maggio 2015        |
| 9      | 23–24   | 24 giugno 2015        |

### Sword Art Offline II
Sword Art Offline II è una serie di nove episodi bonus pubblicati insieme alle confezioni di DVD e Blu-ray Disc giapponesi.
| Titolo                  | Incluso in Giappone nel |
| ----------------------- | ----------------------- |
| Sword Art Offline Two 1 | Volume 1                |
| Sword Art Offline Two 2 | Volume 2                |
| Sword Art Offline Two 3 | Volume 3                |
| Sword Art Offline Two 4 | Volume 4                |
| Sword Art Offline Two 5 | Volume 5                |
| Sword Art Offline Two 6 | Volume 6                |
| Sword Art Offline Two 7 | Volume 7                |
| Sword Art Offline Two 8 | Volume 8                |
| Sword Art Offline Two 9 | Volume 9                |